# Joseph James Forrester
Joseph James Forrester (27 de mayo de 1809 - 12 de mayo de 1861) era un comerciante y expedidor de vinos ingleses.

## Biografía
Forrester nació en Hull el 27 de mayo de 1809, de padres escoceses. En 1831 fue a Oporto, Portugal, para reunirse con su tío, James Forrester, socio de la casa de Offley, Forrester y Webber. Al principio se dedicó a los intereses de su país adoptivo, y una laboriosa encuesta del Duero, con miras a mejorar su navegación, fue una de las principales ocupaciones de los primeros doce años de su residencia. El resultado fue la publicación en 1848 de un notable mapa del río Duero desde Vilvestre, en la frontera española, hasta su desembocadura en St. João da Foz (Oporto), en una escala de 4½ pulgadas a la liga portuguesa. Su mérito fue reconocido universalmente, las resoluciones elogiosas fueron votadas por la Cámara Municipal de Oporto, la Sociedad de Agricultura del Duero y otros organismos públicos, mientras que su adopción como trabajo nacional por parte del gobierno portugués le dio el sello de aprobación oficial. Se complementó con un estudio geológico y con un mapa separado del distrito vinícola del puerto (Alto-Duero) que muestra las granjas de vinos prominentes (quintas), que se publicó originalmente en Inglaterra en 1843 y se reimprimió en 1852 por orden de un comité selecto de la Cámara de los Comunes.
En 1844, Forrester publicó anónimamente un folleto sobre el comercio del vino, titulado "A Word or two on Port Wine" ("Una palabra o dos sobre el vino de Oporto"), del cual se agotaron rápidamente ocho ediciones. Este fue el primer paso en sus esfuerzos por obtener una reforma de los abusos practicados en Portugal en la elaboración y el tratamiento del vino de Oporto, y la remodelación de la legislación peculiar por la cual se regulaba el comercio. A estos abusos y a las restricciones impuestas por la Douro Wine Company en el derecho de un monopolio creado en 1756, atribuyó la depresión en el comercio de vino de Oporto. La imposición a la exportación impuesta por este organismo era extremadamente pesada, mientras que una escasez artificial se creó por la limitación arbitraria de la cantidad y la calidad permitidas para ser exportadas. El autor del folleto fue fácilmente identificado y atacado amargamente por las personas interesadas. Los habitantes de la región vinícola, sin embargo, lo apoyaron calurosamente, y recibió las direcciones de agradecimiento de 102 parroquias del Alto Duero.
El premio de cincuenta Guineas ofrecido por el Sr. Benjamin Oliveira, MP, al mejor ensayo sobre Portugal y sus capacidades comerciales fue otorgado en 1853 a Joseph James Forrester por un admirable tratado, que pasó por varias ediciones y aún es un trabajo modélico. En 1852 presentó una valiosa evidencia ante el comité selecto de la Cámara de los Comunes sobre los deberes del vino, detallando con más detalle todos los abusos resumidos en su folleto. Continuó escribiendo sobre este y otros temas prácticos, publicando folletos sobre la enfermedad de la vid, la fabricación mejorada de aceite de oliva, etc, y fue galardonado por los comisionados de la Exposición Universal de París en 1855, la medalla de plata de primera clase y cinco. Diplomas de mención honorífica por la colección de publicaciones y productos que allí expone.

### Muerte
El 12 de mayo de 1861, el bote en el que descendía del Duero se hundió en uno de los rápidos y se ahogó. El cuerpo nunca fue encontrado. Los barcos de Lisboa y Oporto elevaron sus colores a media asta al recibir la noticia, y todos los edificios públicos mostraban signos similares de luto. En el mundo del vino todavía se le recuerda como el "protector del Duero".
Un interesante boceto de su hogar en Oporto se encuentra en "Les Arts en Portugal", del Conde Raczynski, quien registra una visita que se le realizó en agosto de 1844. Tuvo seis hijos, pero había estado viudo durante muchos años antes de su muerte. Existe un excelente retrato de él, una gran impresión en litografía, por Charles Baugniet en Londres, 1848.

### Reconocimientos
Fue nombrado Barón de Forrester de por vida por Fernando II de Portugal en 1855. Forrester también fue nombrado comandante de las Orden Militar de Cristo e Isabel la Católica, y recibió la cruz de caballero de varias órdenes de su país adoptivo. Fue miembro de las Reales Academias de Lisboa y Oporto, de la Real Academia de Ciencias de Turín, de la Sociedad Inglesa de Anticuarios, de las Reales Sociedades Geográficas de Londres, París y Berlín, y recibió las más altas medallas de oro reservadas para los eruditos. extranjeros por el papa y por los emperadores de Rusia, Austria y Francia. Carlos Alberto de Cerdeña, rey de Piamonte, durante su residencia en Oporto, poco antes de su muerte, desprendió de su pecho la cruz de la Orden de los Santos Mauricio y Lázaro, llevados por él a lo largo de sus campañas, para colocarlo en el abrigo del barón de Forrester.